# Дзвонкевич, Элиза
Элиза Кляудя Дзвонкевич (пол. Eliza Klaudia Dzwonkiewicz, род. 20 марта 1976, Варшава) — польский дипломат. Генеральный консул Республики Польша во Львове (2019—2024 гг.).

## Биография
Родилась в 1976 году. Получила образование в Варшавском университете — кафедра Украинской филологии на факультете прикладной лингвистики и восточнославянских филологий. Также окончила курс последипломного образования в Центре Восточноевропейских студий Варшавского университета и Высшую банковскую школу в Познани по направлению менеджер в сфере управления персоналом с элементами коучинга.
В 2006—2009 годах — член правления Фонда «Помощь полякам на Востоке».
В 2010—2016 годах — директор Фонда Bank Zachodni WBK.
В 2016—2017 годах — директор Национального центра культуры.
В 2017—2019 годах — Глава правления Фонда LOTTO.
28 октября 2019 — 2024 гг. — Генеральный консул Республики Польша во Львове, Украина.